# 448年
| 千纪： | 1千纪                                                                                           |
| 世纪： | 4世纪 \| 5世纪 \| 6世纪                                                                         |
| 年代： | 410年代 \| 420年代 \| 430年代 \| 440年代 \| 450年代 \| 460年代 \| 470年代                       |
| 年份： | 443年 \| 444年 \| 445年 \| 446年 \| 447年 \| 448年 \| 449年 \| 450年 \| 451年 \| 452年 \| 453年 |
| 纪年： | 戊子年（鼠年）；北魏太平真君九年；南朝宋元嘉二十五年；高昌北凉承平六年                          |

## 大事记
- 中國
  - 北魏派大將萬度歸西征，以五千精騎滅鄯善國，以韓拔鎮守。
- 罗马帝国
  - 普瑞斯科（普利斯庫斯）随团代表狄奧多西二世出使访问阿提拉，并著述《匈奴见闻录》，这是少数纪录阿提拉及其匈人的历史文书。

## 逝世
- 寇谦之，南北朝道士（365年出生，73岁）